# 장 누벨

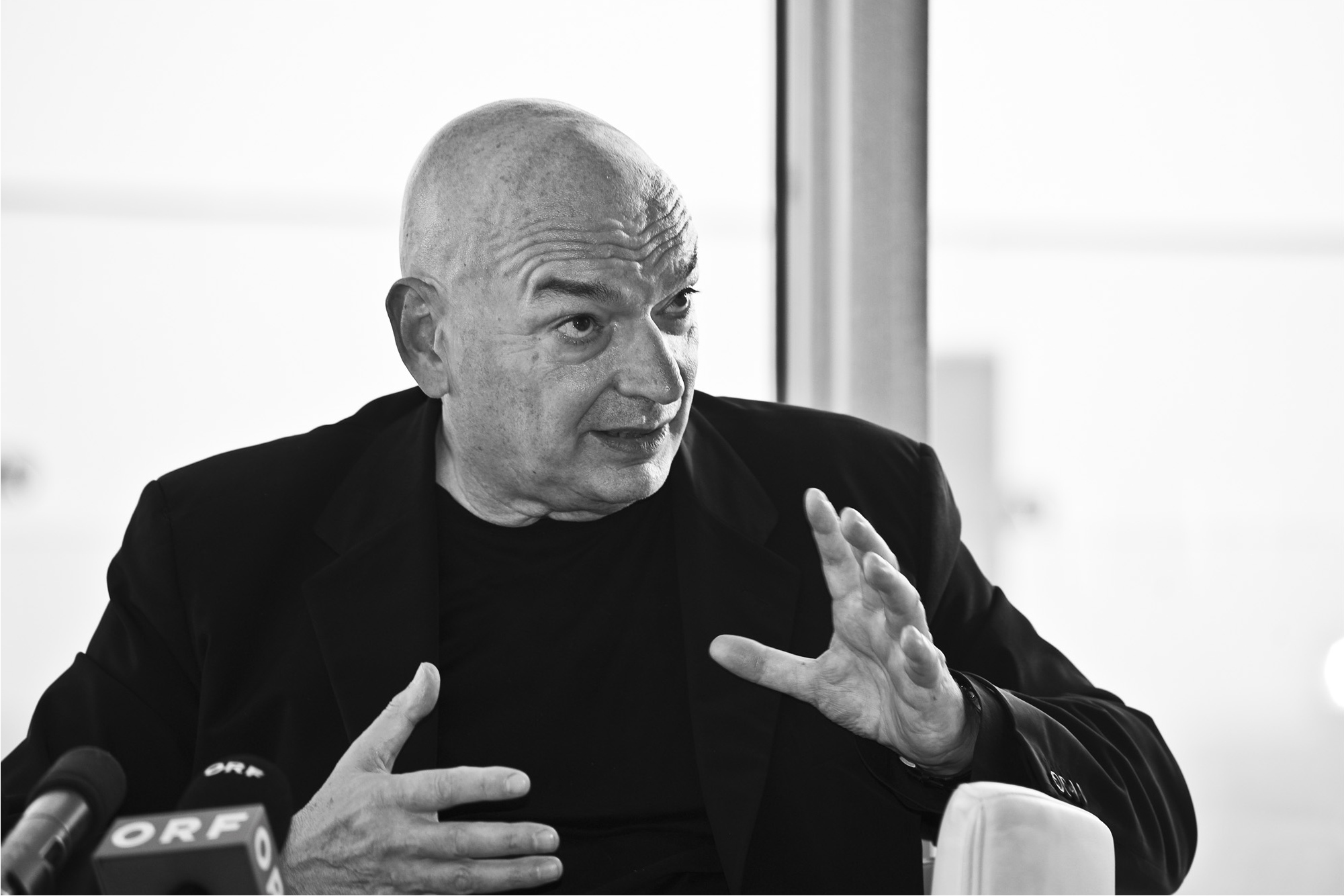
2009년의 장 누벨

장 누벨(Jean Nouvel, 1945년 8월 12일 ~ )은 프랑스의 건축가이다. 누벨은 프랑스 파리 에콜 데 보자르에서 공부했으며 마스 1976과 Syndicat de l'Architecture의 창립 구성원이었다. 명성높은 수많은 성취가 있었는데, 여기에는 AKAA(Aga Khan Award for Architecture), Wolf Prize in Arts(2005년), 프리츠커상(2008년)이 포함된다. 수많은 박물관과 건축 센터들은 그의 작품의 회고전을 전시하고 있다.

## 생애
누벨은 1945년 8월 12일 프랑스 후멜에서 태어났다. 둘 다 교육자였던 르네와 로저 누벨의 아들로 태어났다. 그의 가족은 아버지가 국가의 최고 학교 관리자(superintendent)가 되면서 이사하였다. 부모는 누벨이 수학과 언어를 연구하도록 고무시켰으나 그가 16세 되던 때 어느 한 교사가 그에게 드로잉을 가르쳤던 당시 미술에 사로잡혔다. 나중에 그는 자신의 부모가 그를 교육, 공학 쪽 경력을 추구하도록 가이드하였다고 언급했지만 그의 가족은 그가 미술보다 덜 위험한 것으로 간주되었던 건축을 연구하는 것으로 타협을 이루었다.(프랑스 라디오 방송 France Culture와 있었던 인터뷰에서 부모님은 그에게 건축을 하도록 강요하지 않았다고 언급하였다. 에꼴데보자르에 진학한 초기에는 조각에 관심이 있었으나 점차로 건축으로 경도되었다고 한다)